# Xavi Lock
Xavier "Xavi" Lock (Palma de Mallorca, 28. veljače 2001.), španjolski je glumac. Najpoznatiji je po ulozi Francisca "Curra" de Lujána u španjolskoj sapunici  La Promesa (2023.)